# Shine On (The Kooks)
"Shine On" is de derde single van het album Konk van The Kooks. De single behaalde de 25e positie in de UK Singles Chart en de 17e positie in de Nederlandse Mega Top 50.

## Videoclip
De band publiceerde op 23 mei 2008 de officiële videoclip voor het nummer op hun officiële website en YouTubekanaal. In de videoclip is de band te zien in een appartement dat zich langzaam vult met water.

## Tracks
UK CD
1. "Shine On"
2. "Luby Loo"

7" Vinyl
1. "Shine On"
2. "Come On Down"

Digital iTunes EP
1. "Shine On"
2. "Shine On" (akoestische versie in Q101, Chicago)
3. "Luby Loo"
4. "Come On Down"